# Ewa Hennig
Ewa Elżbieta Hennig – polski naukowiec, nauczyciel akademicki, profesor nauk medycznych.

## Życiorys
W 1979 ukończyła studia magisterskie na kierunku biologia w Uniwersytecie Warszawskim. Stopień doktora nauk farmaceutycznych uzyskała w 1990 w Akademii Medycznej w Warszawie na podstawie rozprawy pt. Wpływ butylohydroksyanizolu na genotoksyczność i wiązanie się metabolitów benzo-(a)pirenu ze składnikami wielocząsteczkowymi komórki, której promotorem był prof. Józef Sawicki. W 2005 w Centrum Medycznego Kształcenia Podyplomowego uzyskała stopień doktora habilitowanego na podstawie pracy pt. Wirulencja Helicobacter pylori w aspekcie badań klinicznych i molekularnych. W 2018 otrzymała tytuł naukowy profesora nauk medycznych.
Zawodowo związana z Centrum Medycznego Kształcenia Podyplomowego. Profesor w Katedrze i Klinice Gastroenterologii, Hepatologii i Onkologii Klinicznej CMKP. Od 2024 prodziekan Szkoły Nauk Medycznych CMKP oraz Pełnomocnik Dyrektora ds. Współpracy Naukowej. Ponadto zawodowo związana z Narodowym Instytutem Onkologii im. Marii Skłodowskiej-Curie – Państwowym Instytutem Badawczym.

## Publikacje
Autorka lub współautorka blisko 100 publikacji i doniesień zjazdowych.

## Odznaczenia
- Złoty Krzyż Zasługi (2020)[8].
- Srebrny Krzyż Zasługi (2016)[9].